# Paisagem Protegida da Arriba Fóssil da Costa de Caparica
A Paisagem Protegida da Arriba Fóssil da Costa de Caparica é uma área protegida criada em 1984 através do Decreto-Lei 168/84 de 22 de Maio, na sequência da instituição da Reserva Botânica da Mata Nacional dos Medos, em 1971. Abrange uma área total de 1570 hectares ao longo da arriba litoral Oeste da Península de Setúbal, estendendo-se pelo concelho de Almada e o de Sesimbra, na faixa litoral entre a Costa de Caparica (a Norte) e a Lagoa de Albufeira (a Sul), passando pelos Capuchos e a Fonte da Telha, tendo mais recentemente sido alvo de plano de ordenamento pela Resolução do Conselho de Ministros n.º 178/2008,

## Caracterização
A arriba litoral da Costa de Caparica é denominada arriba fóssil não por serem fossilíferas as camadas de idade miocénica que compõem a sua maior parte, mas por já não se encontrar em contacto direto com o oceano, não sofrendo erosão marinha. As arribas ativas (ou arribas vivas), pelo contrário, como as que podem ser observadas a Sul da Lagoa de Albufeira ou no litoral de Cascais, são as que se encontram sob influência direta da erosão marinha, apresentando o perfil anguloso e o recuo típico deste tipo de arribas.
Nos estratos geológicos de idade miocénica que constituem a Arriba Fóssil podem encontrar-se vários exemplares de fósseis, sobretudo fósseis de organismos invertebrados marinhos, predominando os fósseis de bivalves, de gastrópodes e de equinodermes. Também podem ser encontrados fósseis de vertebrados, fundamentalmente fósseis de dentes de peixes miocénicos.
A área de Paisagem Protegida da Arriba Fóssil da Costa de Caparica, como seu nome indica, é uma zona protegida, onde a captura de animais e a recolha de plantas e de fósseis é proibida, sob pena de aplicação de sanções.
Integrados no seu perímetro situam-se a Mata dos Medos e o Pinhal da Aroeira, povoados por pinheiro manso com sabina-das-areias e aroeira.

## Símbolo
O símbolo da PPAFCC corresponde a uma vieira (concha), nome comum dado ao género Pecten da classe Lamellibranchiata (classe de moluscos que incluem todos aqueles que possuem conchas bivalves, como as amêijoas, ostras, mexilhões, etc) dos invertebrados Phylum – Mollusca, nome comum Concha Vieira.

## Acesso
Em termos de rede de acessibilidades rodoviárias, verifica-se que assenta, fundamentalmente, no Itinerário Principal nº 7 (IP7) que se materializa na auto-estrada A2, suportada pela ponte 25 de Abril, que liga as margens Norte e Sul do Rio Tejo.
Nas ligações regionais à PPAFCC, este eixo principal é completado pelo Itinerário Complementar 20 (IC20) que liga o IP7 à Costa de Caparica, ou seja, o lado Norte da PPAFCC.